# Détroit de Bali
Pour les articles homonymes, voir Bali (homonymie).
Le détroit de Bali est un détroit d'Indonésie situé en mer de Bali et séparant les îles de Java et Bali. 
Sa plus faible largeur est de 2,3 kilomètres. Sa longueur est de 101 km. Sa plus faible profondeur est de 60m.
Un ferry relie les deux îles, de Ketapang ou Banyuwangi (Java) à Gilimanuk (Bali).
Géologiquement, les deux îles de Bali et de Java ont été unies jusqu’à la fin de la dernière période glaciaire, lorsque la mer s’est élevée et a coupé le pont terrestre. Ils partagent tous deux une partie de la plaque tectonique appelée plateau de la Sonde. Depuis le début des années 1990, des études sont en cours sur la construction d’un pont sur le détroit de Bali, 